# Fortifications de la gare de Saint-Brieuc
Les fortifications de la gare de Saint-Brieuc sont un ensemble de plusieurs casemates et entrepôts positionnés dans la commune de Saint-Brieuc dans les Côtes-d'Armor. Elles ont toutes été construites entre 1942 à 1943.

## Historique

### Contexte
Le 18 juin 1940, la Wehrmacht (armée allemande du Troisième Reich) entre dans la ville de Rennes, puis le 19 juin c'est au tour de Saint-Brieuc.
Durant la Seconde Guerre mondiale, les Allemands construisent, quelque temps après leur arrivée dans la commune de Saint-Brieuc au début de septembre 1940, des ouvrages militaires fortifiés sur la côte et dans les villes côtières, sous maîtrise d'ouvrage de l'Organisation Todt faisant partie du mur de l'Atlantique, qu'ils nomment sur cinq positions différentes. Les cinq points de fortifications sont l'aérodrome des Plaines-Villes (Wn Po 01), la Gare SNCF (Wn Po 03) ainsi que la pointe de Cesson (Wn Po 05). Les positions Wn Po 02 et Wn Po 04 sont actuellement non localisés. Wn est l'abréviation de Widerstandsnest (nid de résistance), Po pour le secteur de Pontrieux et les chiffres pour le numéro du secteur ; ils sont donc à suivre d'Est à l'Ouest. La plupart de ces infrastructures sont toujours présentes.

### Durant l'occupation
La position de la pointe de la gare de Saint-Brieuc, codé Wn Po 03, a vraisemblablement été construit dans le dernier trimestre 1942 ou dans le premier semestre 1943.

### Aujourd'hui

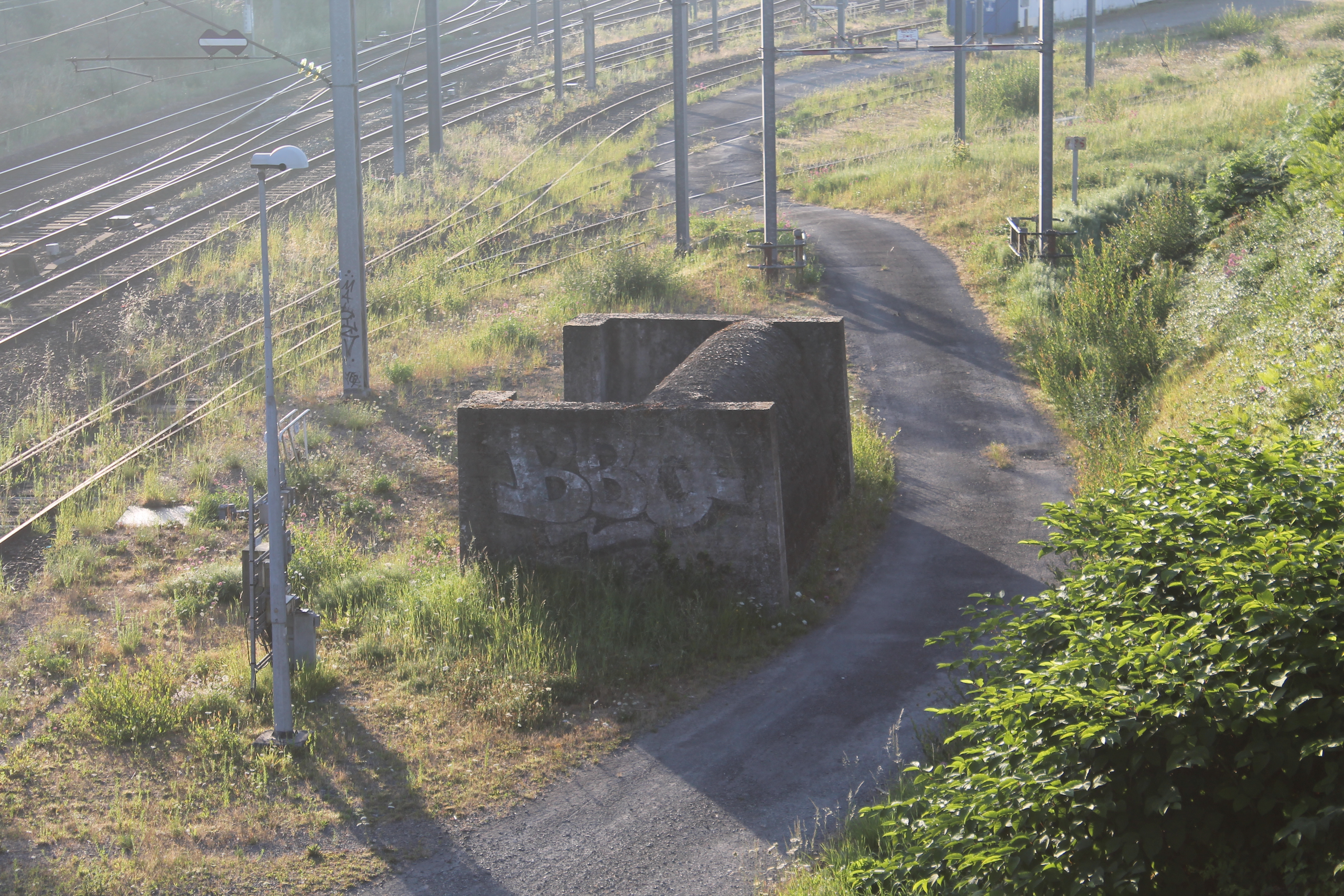
Bunker type Reichsbahn.

À l'heure actuelle, aucune étude des lieux a été officiellement effectuée.